# Dana Loesch
Pour les articles homonymes, voir Loesch.
Dana Loesch, née Dana Eaton le 28 septembre 1978, est une polémiste conservatrice américaine, animatrice de radio et rédactrice en chef du site d'information Big Journalism. En qualité de cofondatrice du mouvement politique du Tea Party, elle a été consultante politique pour la chaîne d'information en continu CNN, durant les primaires républicaines pour l'élection présidentielle américaine de 2012. Elle est également porte-parole pour la National Rifle Association (NRA).
Elle anime l'émission The Dana Show: The Conservative Alternative sur  KTSA après avoir été sur KTFK  une station de radio d'obédience conservatrice émettant sur la région du Grand Saint-Louis[réf. nécessaire], dans le Missouri, station où Dana Loesh, à la suite de sa célébrité grandissante elle est remplacée par  Marc Cox.
Par son action sur les nouveaux media numériques, elle améliore la diffusion des idées du Tea Party.
Sa conférence "We're Coming For You New York Times" diffusée par la chaine NRATV sur YouTube a soulevé des réactions dans les médias américains.

## Publications
- Flyover Nation: You Can't Run a Country You've Never Been To, éd. Sentinel, 2016,
- Hands Off My Gun: Defeating the Plot to Disarm America, éd. Center Street, 2014,